# .gh
.gh為加纳國家及地區頂級域（ccTLD）的域名，於1995年1月19日啟用。必須在加納的公司和網站管理員才有資格註冊該域名，並且許多網站只能註冊三級域名。

## 外部連結
- IANA .gh whois information（页面存档备份，存于）
- .gh domain registration website